# Gilles Le Gendre
Pour les articles homonymes, voir Le Gendre.
Gilles Le Gendre, né le 13 mai 1958 à Neuilly-sur-Seine (Hauts-de-Seine), est un homme politique, entrepreneur et journaliste français, spécialisé dans la presse économique.
Membre de La République en marche (LREM), il est élu député dans la deuxième circonscription de Paris lors des élections législatives de 2017. Il est successivement vice-président puis, jusqu'en 2020, président du groupe LREM à l'Assemblée nationale.

## Biographie

### Famille
Gilles Marie François Le Gendre est le fils benjamin de Bernard Le Gendre, président de société, et de Catherine Chassaing Mandegou de Borredon, son épouse. Il est le frère de Bertrand Le Gendre et d'Olivier Le Gendre, également journalistes.
Marié en secondes noces le 19 mai 2001 à Raphaële Rabatel, il a deux enfants de son premier mariage,.

### Formation
Élève à Neuilly-sur-Seine, au collège Sainte-Croix puis au lycée Pasteur, il est diplômé de l'Institut d'études politiques de Paris (section Service public, promotion 1981) et du Centre de formation des journalistes de Paris (promotion 1983),.

### Carrière
Journaliste à Europe 1 et à L'Usine nouvelle (1983), il est successivement journaliste (1984), chef de service, rédacteur en chef adjoint, rédacteur en chef du Nouvel Économiste (1993-1994) ; rédacteur en chef adjoint de L'Expansion (1991-1993) ; directeur de la rédaction de L'Événement du jeudi(1994). Directeur de la rédaction de Challenges (1995-2001), il est nommé président du directoire du groupe Expansion et directeur général des rédactions. De 2002 à 2004, il est directeur de la communication et membre du comité exécutif de la Fnac,.
Il est ensuite entrepreneur dans des activités de conseil à Paris. En 2006, il fonde Explora & Cie, dont il est associé gérant, et il crée en 2011 le réseau de consultants indépendants Les Company Doctors.
En décembre 1994, il est à l'initiative de la création d'un Observatoire de l'élection présidentielle, dont il est le président.

### Parcours politique

#### Débuts
Alors mineur il milite pour Valéry Giscard d’Estaing lors de la campagne présidentielle de 1974,.
Il se présente comme étant « économiquement de droite, et culturellement et sociétalement de gauche, un peu schizophrène électoralement » avant de rejoindre, en mai 2016, le mouvement En marche,. Il est désigné, à l'automne 2016, référent pour les 5e et 6e arrondissements de Paris.

#### Député et président du groupe LREM
Il est candidat de La République en marche dans la deuxième circonscription de Paris pour les élections législatives de 2017. Sa suppléante est Sonia de Maigret (petite-fille de Michel Poniatowski), ancienne conseillère d'arrondissement dans le 7e arrondissement, déléguée à la culture. Un sondage Ifop le donne gagnant avec 68 % des suffrages au second tour. Au premier tour, il obtient 41,8 % des voix, devant la candidate LR-UDI, Nathalie Kosciusko-Morizet (18,1 %),. Il l'emporte au second tour, par 54,5 % des suffrages (et 25,58 % des inscrits),.
En juillet 2017, il est élu président de la commission de surveillance de la Caisse des dépôts et consignations (CDC). Il démissionne de cette fonction en janvier 2018, suivant l'avis de la Haute autorité pour la transparence de la vie publique (HATVP), qui a relevé « un risque d'interférence » du fait de ses activités antérieures de conseil de Generali France, ex-employeur du nouveau directeur général, Éric Lombard. C'est Gilles Le Gendre, conscient du risque, qui avait saisi la HATVP.
Au début de la législature, il est vice-président du groupe La République en marche à l'Assemblée nationale, chargé de piloter la communication et coordonner le porte-parolat. Il est un proche de Richard Ferrand, le président du groupe. Alors qu'il anime parfois des réunions de groupe en l’absence de Richard Ferrand, certains médias estiment qu'il s'est imposé comme le « numéro deux » ou le « président bis » du groupe,. Il est par ailleurs membre de la commission des Finances.
En septembre 2018, après l'élection de Richard Ferrand à la présidence de l'Assemblée nationale, il se porte candidat pour lui succéder à la présidence du groupe LREM. Selon les médias, il est le favori du gouvernement, même si l'exécutif ne s'est pas prononcé officiellement pour un candidat,. Il l'emporte au second tour face à Roland Lescure, avec 157 voix contre 107. Mediapart écrit qu'il s'agit « d’une courte majorité » et qu'à l’instar de Richard Ferrand, il « ne fait pas non plus l’unanimité au sein du groupe ». Il entend faire évoluer en profondeur le fonctionnement du groupe, répondant aux frustrations exprimées par les députés lors de la campagne interne.
Après son élection, Mediapart estime qu'il « s’inscrit dans la droite lignée de son prédécesseur Richard Ferrand. Fidèle macroniste, libéral assumé, il n’a jamais émis la moindre réserve quant aux choix du gouvernement, maniant comme personne la langue de bois et adoptant parfaitement tous les codes politiques de l’« ancien monde » ». Le site d'actualité indique qu'il « a validé et soutenu tous [les] choix [de Richard Ferrand], avec un dévouement sans faille. Il était, à titre d’exemple, tout à fait favorable à l’idée de réduire le nombre d’amendements individuels, seule façon pour certains d’exprimer leurs divergences. Il menait même depuis quelques mois une réflexion sur le sujet, au côté de Pacôme Rupin ».
En mai 2019, Le Monde indique qu'il est « critiqué par une partie de ses élus, mais, depuis plusieurs semaines, aussi par l’exécutif », et « plus que jamais sur la sellette », « au moment où s’ouvre la délicate question du renouvellement de certains postes-clés à l’Assemblée ». Libération estime qu'il fait office de « favori par défaut » et le présente comme « bienveillant mais effacé ». Selon Le Monde, « il a veillé à donner leur place à des députés plus effacés et à mieux répartir les fonctions et les responsabilités », et s'est « attelé à tenter de renforcer les instances de débat politique du groupe, dont la faiblesse est l’un de ses talons d’Achille ».
Malgré ces critiques, il est réélu à la présidence du groupe LREM de l'Assemblée nationale le 23 juillet 2019, dès le premier tour de scrutin avec 161 voix sur 295. Le Monde estime qu'il « est resté populaire auprès de la majorité silencieuse des députés LRM, plus discrète, qui l’avait porté à la tête du groupe ». En octobre 2019, L'Opinion indique qu'il « est sorti renforcé de sa large réélection », entretient désormais des « relations apaisées avec Édouard Philippe », et montre une « ouverture à certaines propositions de l’opposition ».
En avril 2020, dans le contexte de la pandémie de Covid-19, il appelle à chercher « le consensus le plus large avec les forces politiques, les élus locaux, les syndicats, les associations et les citoyens » autour d'« un nouveau “pacte républicain” » qui « reposerait sur trois piliers : le redémarrage de l’économie, de nouvelles solidarités et protections et la transition écologique ». Il estime notamment que la réforme des retraites en cours « devra être mise de côté » si elle freine le consensus. Lors de la création, le mois suivant, du nouveau groupe Écologie démocratie solidarité, composé de dissidents du groupe LREM, Marianne indique qu'il est « très décrié en interne » et pourrait être victime d'une « fronde ». En juin 2020, Marianne révèle le contenu de plusieurs notes que Gilles Le Gendre a adressées fin mai au palais de l'Élysée « sur le casting d’un nouveau gouvernement », en particulier pour remplacer Édouard Philippe comme Premier ministre, à qui il fait plusieurs griefs. Cette publication lui attire l'hostilité d'une partie des députés LREM et renforce l'hypothèse de son départ de la présidence du groupe,.
Il quitte la présidence du groupe LREM en septembre 2020,. L'ancien ministre Christophe Castaner lui succède.
Il est réélu dans la même circonscription en 2022. Non réinvesti par la majorité présidentielle aux élections législatives de 2024, il se représente néanmoins et se retrouve en ballotage pour le second tour. Étant arrivé en troisième position derrière les candidats investis par le Parti socialiste et par Ensemble, il se retire en annonçant voter pour la candidate socialiste.

## Détail des mandats et fonctions
- Député, élu dans la deuxième circonscription de Paris (2017-2024).
- Vice-président du groupe La République en marche à l'Assemblée nationale (2017-2018).
- Président du groupe La République en marche à l'Assemblée nationale (2018-2020).
- Président de la commission de surveillance de la Caisse des dépôts et consignations (2017-2018).

## Controverses

### Polémique après une déclaration sur les actions du gouvernement
Le 17 décembre 2018, interrogé, sur Public Sénat par Cyril Viguier, sur les possibles erreurs du gouvernement dans le mouvement des Gilets jaunes, Gilles Le Gendre déclare qu'à travers ses actions, notamment sur le pouvoir d'achat, le gouvernement avait « insuffisamment expliqué son action et que ses membres s'étaient montrés probablement trop intelligents, trop subtils, trop techniques dans les mesures du pouvoir d'achat »,,. Cette déclaration tourne au badbuzz et le député fait son mea culpa. Dans le cadre du grand prix de l'humour en politique, il reçoit le 10 avril 2019, un prix à la suite de cette déclaration.

### Accusations de népotisme lors de la privatisation de la FDJ
En avril 2019, sa femme, Raphaële Rabatel, est nommée  directrice de la communication et de développement durable de la Française des jeux (FDJ), deux jours après le vote définitif de la loi Pacte qui autorise la privatisation de la société. Dans la classe politique, de nombreuses réactions dénoncent une forme de népotisme, lié au fait que Gilles Le Gendre a voté pour ce texte et ne s'est pas déporté, compte tenu du projet de recrutement de sa femme. Préalablement, la précédente directrice de communication Laetitia Olivier, nommée en 2010 a été contrainte de quitter son poste en janvier 2019 dans des conditions conflictuelles, celle-ci « ne comprenait pas pourquoi il fallait qu'elle laisse sa place ». La nomination officielle de Raphaële Rabatel provoque une crise de communication au sein de la FDJ, qui a été contrainte de réagir et se défend de tout « conflit d'intérêts » ; la FDJ assure qu'elle était « la meilleure candidate » car son profil « cochait toutes les cases », tout en confirmant sa prise de fonction en mai 2019. La FDJ justifie son recrutement  lié à son expérience de directrice au sein de Gaz de France. En réponse à la polémique, Gilles Le Gendre annonce avoir saisi Agnès Roblot-Troizier, la déontologue de l'Assemblée nationale. Lors des conclusions émises fin mai 2019, la déontologue estime que cette nomination n’avait pas provoqué de « conflit d’intérêts » et qu'il n’est pas certain que « Madame Rabatel tire un bénéfice spécifique de la privatisation de la FDJ », tout en regrettant un « manque de transparence ».

## Synthèse des résultats électoraux

### Élections législatives
| Année | Parti | Parti      | Circonscription | 1er tour | 1er tour | 1er tour | 2d tour | 2d tour | 2d tour | Issue |
| Année | Parti | Parti      | Circonscription | Voix     | %        | Rang     | Voix    | %       | Rang    | Issue |
| ----- | ----- | ---------- | --------------- | -------- | -------- | -------- | ------- | ------- | ------- | ----- |
| 2017  |       | LREM       | 2e de Paris     | 18 463   | 41,81    | 1er      | 18 347  | 54,53   | 1er     | Élu   |
| 2022  |       | LREM (ENS) | 2e de Paris     | 15 547   | 35,66    | 1er      | 25 471  | 63,39   | 1er     | Élu   |
| 2024  |       | RE diss.   | 2e de Paris     | 11 071   | 19,62    | 3e       | Retrait | Retrait | Retrait | Battu |